# Elaver elaver
Elaver elaver är en spindelart som först beskrevs av Bryant 1940.  Elaver elaver ingår i släktet Elaver och familjen säckspindlar.
Artens utbredningsområde är Kuba. Inga underarter finns listade i Catalogue of Life.